# II Испанская ала ареваков
II Испанская ала ареваков (лат. Ala II Hispanorum Arevacorum) — вспомогательное подразделение армии Древнего Рима.
Данное подразделение было набрано из кельтиберского народа ареваков в провинции Тарраконская Испания. Предположительно, в 28/29 году оно всё ещё находилось в Испании. Затем, во времена правления Тиберия или уже Калигулы ала было передислоцирована в Паннонию. По крайней мере, к концу правления Клавдия она уже там стояла лагерем, который располагался в Мурсе или Тевтобургии. Возможно, до прибытия в Паннонию ала некоторое время была в Нарбонской Галлии. Она, очевидно, принимала участие в дакийских войнах Домициана. После этого ала столкнулась с даками ещё раз во время первого дакийского похода Траяна. В это время базой подразделения стал Карсий, где оно было в течение всего II века. Возможно, некоторое время ала находилась в Аррубии. Дальнейшая её судьба неизвестна. Очевидно, она была уничтожена в ходе готских вторжений первой половины III века.